# أنقولية أوليمبية
أنقولية أوليمبية (الاسم العلمي: Aquilegia olympica) هي نوع من النباتات تتبع جنس الأنقولية من الفصيلة الحوذانية.